# Pseudatemelia xanthosoma
Pseudatemelia xanthosoma is een vlinder uit de familie zaksikkelmotten (Lypusidae). De wetenschappelijke naam is voor het eerst geldig gepubliceerd in 1900 door Rebel.
De soort komt voor in Europa.